# 아소노촌 (오이타현)
아소노촌(阿蘇野村)은 오이타현 오이타군에 설치되었던 촌이다. 현재의 유후시에 해당한다.